# チョ・インソン (俳優)
チョ・インソン（조인성、1981年7月28日 - ）は、韓国の俳優。テコンドー三段。身長189cm。体重72kg。
1998年に広告モデルでデビュー。2009年4月6日空軍に入隊。2011年5月4日空軍軍楽隊を除隊。

## 主な出演作品

### 映画
- トイレ、どこですか?（原題 "人民公廁" 2002年）監督：フルーツ・チャン
- マドレーヌ（原題 "마들렌" 2002年）監督：パク・クァンチュン
- ラブ･インポッシブル～恋の統一戦線（原題 "남남북녀" 2003年）監督:：チョン・チョシン
- ラブストーリー（原題 The Classic "클래식" 2003年）監督：クァク・ジェヨン
- 卑劣な街（原題 "비열한 거리" 2006年）監督：ユ・ハ
- 霜花店（サンファジョム） 運命、その愛（原題 "쌍화점" 2008年）監督：ユ・ハ
- ザ・キング（原題 "더킹" 2017年）監督：ハン・ジェリム
- 安市城 グレートバトル（原題"안시성"2018年）監督： キム・グァンシク
- モガディシュ 脱出までの14日間（原題"모가디슈" 2021年）監督：リュ・スンワン
- 密輸 1970（原題"밀수" 2023年）監督：リュ・スンワン

### ドラマ
- 学校2（原題 "학교2" 1999年 KBS1 キム・ソクチュ役）
- 学校3（原題 "학교3" 2000年 KBS1 キム・ソクチュ役）
- ニュー・ノンストップ（原題 "뉴 논스톱" 2000年 MBC, インソン役）
- 少女漫画のように（原題 "순정 만화에서 처럼" 2000年 KBS2 ドラマシティー, キム・ジョンヒョン役）
- ラブミーテンダー（原題 "러브미텐더" 2001年 KBS2 ドラマシティー, ジュノ役）
- ピアノ（原題 "피아노" 2001年 SBS, イ・ギョンホ役）
- 理由ある夜（原題 "이유있는 밤" 2001年 KBS2 ）
- 星を射る（原題 "별을 쏘다" 2002年 SBS, ク・ソンテ役）
- 大望（原題 "대망" 2002年 SBS）※部分出演 第１話
- バリでの出来事（原題 "발리에서 생긴 일" 2004年 SBS,チョン・ジェミン）
- 春の日（原題 "봄날" 2005年 SBS, コ・ウンソブ役）[1]
- その冬、風が吹く（原題 "그 겨울, 바람이 분다" 2013年 SBS）[2]
- 大丈夫、愛だ（原題 "괜찮아, 사랑이야" 2014年 SBS）
- ディア・マイ・フレンズ（2016年 tvN）
- ムービング（原題“무빙” 2023年 Disney＋Starオリジナル）

### バラエティ
- 見習い社長の営業日誌（2021年）

### MV
- シン・スンフン『行くよ』
- FIN.K.L『Now』
- g.o.d『Love ♭』ラブフラット「ばか」「悲しい愛」「知らないでしょう」3部作*監督:チョン・ウソン
- チョウン『だめなのか』(ドラマ『バリでの出来事』)
- アイ『春の日』(ドラマ『春の日』)
- 復活『夕やけ』(映画『卑劣な街』)

## 受賞履歴
- 2000年 KBS演技大賞 青少年演技大賞
- 2001年 SBS演技大賞 ニュースター賞
- 2001年 MBC放送芸能大賞 シットコム優秀賞
- 2002年 SBS演技大賞 人気賞/10大スター
- 2004年 百想芸術大賞 TV部門男性最優秀演技賞
- 2004年 SBS演技大賞 最優秀賞/10大スター賞
- 2005年 百想芸術大賞 人気賞
- 2005年 SBS演技大賞 最高人気賞/10大スター賞
- 2006年 大韓民国映画大賞 主演男優賞
- 2007年 マックスムービー 最高映画賞 主演男優賞

## CM

### 日本
- エバラ食品工業『きれいサラダ ノンオイルゼリードレッシング』2005

### 韓国
韓国のテレビコマーシャルに好感度の高いタレントとして早くから多数の企業にCM起用されている。。2004年「バリでの出来事」で大ブレークした同年には、男性マスクパック「未来派」、缶コーヒー「Maxwell Coffee House」、FUJIFILM Koreaのデジタルカメラ「FinePix」、衣料品ブランド「TRUGEN」や「CRENCIA」、「Mise en scène」のシャンプーなど多数。
2006年には食品ベーカリー「Tour les Jours」、アルコール飲料「Cass Beer」、LG家電ドラム式洗濯機「LG TROMM」、2007年高級化粧品アモーレパシフィック「LANEIGE HOMME」、KIA自動車のSUV車「Sportage」、「LEVI'S」 、歯磨き研磨剤「PERIOE」、2008年「マキシム コーヒー」「ADEN」など。

## DVD
- マドレーヌ（発売元：メディアファクトリー/2004/118分)
- チョ・インソン 短編ドラマコレクション <少女漫画のように><ラブミーテンダー>（発売元：KBS放送局/2004-11/各50分)
- ラブストーリー（発売元：レントラックジャパン/2005-04 /129分)
- ラブストーリー（発売元：レントラックジャパン/2005-07/133分)
- バリでの出来事 DVD-BOX（発売元：エスピーオー/2005/1220分)
- 大望 DVD-BOX1（発売元：レントラックジャパン/2005-11/720分)
- ピアノDVD-BOX（発売元：ジェネオン エンタテインメント/2005-11/1006分)
- DONGAM MULTI BOX（発売元：アイ・シー・エフ/2005-12/42分)
- トイレ、どこですか?（発売元：メディアファクトリー/2006/102分)
- 星を射るDVD-BOX（発売元：メディアファクトリー/2006-02/969分)
- ラブ・インポッシブル ~恋の統一戦線（発売元：メディアファクトリー/2006-08/107分)
- ニュー・ノンストップ インソン&キョンリムの恋の行方 BOX（発売元：ポニーキャニオン/2006-08/420分)
- チョ・インソンの恋は止まらない-ニュー・ノンストップ（発売元：クロックワークス/2006-09/480分)
- 春の日 DVD-BOX ⅠⅡ（発売元：ポニーキャニオン/2007/各500分)
- 学校3 ベストセレクション（発売元：ブロードウェイ/2007-07/720分)
- 卑劣な街 プレミアム・エディション（発売元：ジェネオン エンタテインメント/2008/140分)
- その冬、風が吹く ノーカット版DVD-BOX1&2（発売元：ポニーキャニオン・TBS/2013)